# 思ひ出の曲
『思ひ出の曲』（おもひでのきょく　原題: Das Hofkonzert）は、1936年のドイツの映画。

## キャスト
- クリスティーネ：マルタ・エゲルト
- ヴァルター：ヨハンネス・ヘースタース
- クニップス：アルフレート・アーベル
- フロリアン：クルト・マイゼル
- ヘルベルト・ヒュープナー
- ルドルフ・クライン＝ロッゲ